# Národní umělec
Titul národní umělec byl v poválečném Československu státem propůjčován československým umělcům, jejichž umělecké působení mělo svou vynikající úrovní a mimořádným významem obohatit národní kulturu. Titul mohl být propůjčen i posmrtně (in memoriam). Např. básník Josef Hora byl jmenován prvním národním umělcem 22. června 1945, tedy den po své smrti.
Vedle tohoto nejvyššího uměleckého titulu existoval ještě nižší titul zasloužilý umělec vzniklý nařízením čs. vlády č. 55/1953.

## Historie
Záhy po válce 22. června 1945 (Josefu Horovi in memoriam) byl první umělec prohlášen národním umělcem na základě 4. paragrafu tehdy platného zákona o řádech a titulech č. 268/1936 Sb., který stanovil: „President republiky, vláda nebo její členové mohou projevovati uznání za vynikající činnost nebo výkon v zájmu veřejném. Podrobnosti, zejména o způsobu tohoto vyznamenání, určí nařízení, které vydá vláda se souhlasem presidenta republiky.“ Ovšem zvláštní nařízení vydáno nebylo a takto udělený titul byl skutečně pouze čestným titulem a ničím víc. Proto se v roce 1948 uvažovalo o pevnějším vymezení práv vyznamenaného. Forma titulu se také mohla opírat o vzor sovětský, kde se udělovaly čestné tituly za celý Sovětský svaz a v jednotlivých republikách (tzn. např. národní umělec SSSR a národní umělec RSFSR). Přičemž v sovětském prostoru se titul uděloval ve dvou liniích, za múzická umění („artist“ артист) a výtvarné umění („chudožnik“ художник, doslova malíř, ale titul byl udělován i sochařům a dalším visuálním umělcům), české umělec zahrnovalo obě tyto kategorie.
Protože se zdálo, že pouhý titul je málo, byl dne 6. května 1948 navržen zákon (vydán 4. června 1948, od kdy se počítá jeho účinnost) č. 130/1948 Sb., o národních umělcích. Zde bylo umožněno udělit doživotní důchod pro umělce, případně vdovy a nezaopatřené děti. Stát se také deklaroval, že mu „...přísluší péče o vydávání děl národních umělců.“
Zákon z roku 1948 stanovil, že národním umělcem se může stát občan „české nebo slovenské národnosti“, v roce 1953 již znal pouze československou národnost (to byla hlavní změna). Před touto novelou ovšem došlo k významné změně v oceňování umělců, kdy byl nařízením vlády č. 55/1953 Sb. zaveden titul zasloužilý umělec (nižší stupeň státního ocenění umělců, v obou případech se jednalo o ocenění za celoživotní dílo).
V roce 1963 pak vyšel zcela nový zákon o národních umělcích ze dne 9. července č. 56/1963 Sb. Zákon upravil nově možnost odebrání titulu (odkazem na zákon 62/1962 Sb., o propůjčování vyznamenání). Jediní umělci, u kterých bylo aktivováno ustanovení o odebrání, byli Ján Kadár a Alfréd Radok, kteří o titul přišli na základě rozhodnutí prezidenta roku 1972. Nový zákon také stanovil, že umělec dostane „...listinu opatřenou státní pečetí a podepsanou presidentem republiky.“ Postavení prezidenta při prohlašování za národního umělce bylo posíleno neuvedením vyslovené podmínky konzultace věci s ministry a návrh vlády (v prvním paragrafu se psalo „President republiky může prohlásit československého občana, jehož umělecké působení svou zvlášť vynikající úrovní a svým mimořádným významem trvale obohatilo národní kulturu, v uznání této jeho činnosti za národního umělce.“). Zemřelým vyznamenaným býval také uspořádán státní pohřeb nebo pohřeb se státními poctami.
Titul byl vždy spojován s oficiálním vládnoucím režimem a zejména po roce 1968 byl režimem pošpiňován (byť stále byli oceňováni i kvalitní umělci). To je také důvod, že v roce 1990 byl spolu s ostatními řády a vyznamenáními zrušen a v novém státě již není udělován.

## Udělování titulu
Od počátku do roku 1989 udělování titulu vycházelo z prezidentské pravomoci. Podle zákona z roku 1948 se vláda usnášela nad návrhy ministra školství a osvěty a ministra informací (pro obory literatura, hudba, výtvarnictví a divadlo měl hlavní slovo ministr kultury, pro obory film a rozhlas ministr informací), kteří podávali návrhy po slyšení vrcholných odborných organizací. Ministerstvo informací bylo zrušeno již roku 1953, na to reagoval teprve zákon z roku 1963, a to úplným zrušením druhého odstavce prvního paragrafu zákona, čímž se udělování opět dostalo plně do rukou prezidenta.
Nebyl stanoven počet udělených titulů za rok (v letech 1951, 1986 a 1987 nebyly uděleny žádné tituly), ani den, kdy byly udělovány (udělovány byly dosti individuálně). Ovšem například v roce 1989 bylo dvanáct národních umělců honorováno v předvečer 1. května, tedy ve stejný den, kdy byly rozdávány další řády a vyznamenání při příležitosti Svátku práce.

## Odznak a doklady o udělení titulu

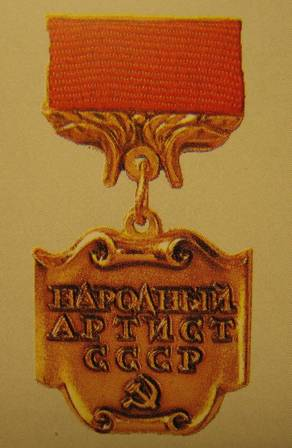
Odznak ve formě medaile, kterou mohl nosit národní umělec Sovětského svazu

V Sovětském svazu bylo udělování titulu spojeno s odznakem, který národní umělec mohl nosit. I československý zákon z roku 1948 právo na užívání odznaku zmiňuje. Podrobnosti mělo upravit vládní nařízení, které však nikdy nevyšlo. Ministerstvo kultury skutečně vypsalo soutěž na návrh a po neúspěchu oslovilo i několik konkrétních umělců, nicméně do roku 1963 žádný návrh vládě nepředložilo a proto nový zákon myšlenku odznaku zcela opustil.
V letech 1948–1963 dostávali národní umělci pouze dopis s vlastnoručním podpisem ministra školství a kultury. Nový zákon z roku 1963 sice upustil od odznaku, nicméně zavedl formálnější podobu dokladu, listinu se státní pečetí a podpisem prezidenta.

## Zajímavosti
Vyznamenaní příbuzní:
- manželé Ján Borodáč (divadelní režisér, národní umělec 1955) a Oľga Borodáčová (herečka, národní umělkyně 1961)
- manželé Maria Tauberová (pěvkyně-sopranistka, národní umělkyně 1960) a Jaroslav Krombholc (dirigent, národní umělec 1966)
- manželé Eduard Haken (operní pěvec, národní umělec 1964) a Marie Glázrová (herečka, zasloužilá umělkyně 1963)
- herci Otýlie Beníšková (národní umělkyně 1952), její sestra Terezie Brzková (zasloužilá umělkyně 1955) a jejich nevlastní synovec (nevlastní syn jejich sestry) Jaroslav Vojta (národní umělec 1958)
- Stanislav Kostka Neumann (národní umělec 1945) a jeho syn Stanislav Neumann (herec) (národní umělec 1965)

### Zákony
- 130/1948 Sb.: Zákon o národních umělcích (účinnost od 4. 6. 1948, zrušen 18. 7. 1963)
- 79/1953 Sb.: Zákon, kterým se mění a doplňuje zákon o národních umělcích (účinnost od 26. 9. 1953, zrušen 18. 7. 1963)
- 56/1963 Sb.: Zákon o národních umělcích (účinnost od 18. 7. 1963, zrušen 15. 10. 1990)